# Bazine (Kansas)
Pour les articles homonymes, voir Bazine.
Bazine est une municipalité américaine située dans le comté de Ness au Kansas.
Lors du recensement de 2010, sa population est de 334 habitants. La municipalité s'étend alors sur une superficie de 0,44 mille carré (1,14 km2).
La localité est fondée sur les terres de M. Farnsworth. Elle est nommée par celui-ci en l'honneur de François Achille Bazaine, qui s'est illustré durant la guerre franco-allemande de 1870,.